# Kostel svatého Filipa a Jakuba (Dlouhá Ves)
Kostel svatých Filipa a Jakuba je původně gotický chrám zmiňovaný poprvé roku 1368, který prošel v 18. století barokní přestavbou. Stojí v Dlouhé Vsi v Plzeňském kraji v okrese Klatovy, v nadmořské výšce 480 metrů nad mořem. V roce 1964 byl zapsán do státního seznamu kulturních památek.

## Bližší informace

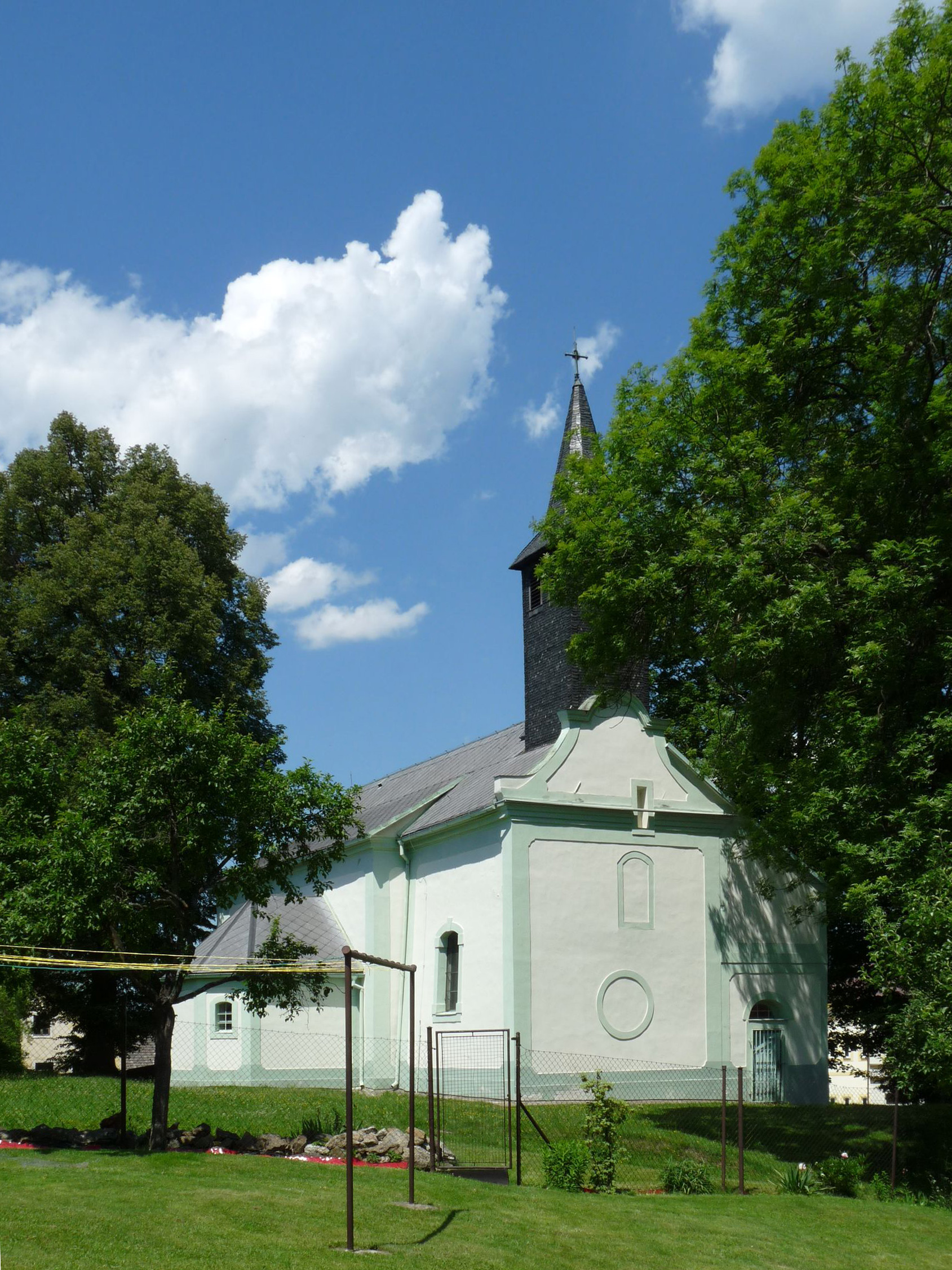
Pohled na kostel

Chrám je jednolodní, plochostropý se štukovými zrcadly a pravoúhlým presbytářem. Při severní straně je plochostropá sakristie, nad kterou je oratoř a po obou stranách chrámu jsou kaple s valenými klenbami. V severní kapli jsou dva erby pánů ze Sumanína. Chrám kdysi obklopoval hřbitov. Dnes jej obklopuje několik chráněných stromů a pomník padlým ve světové válce.

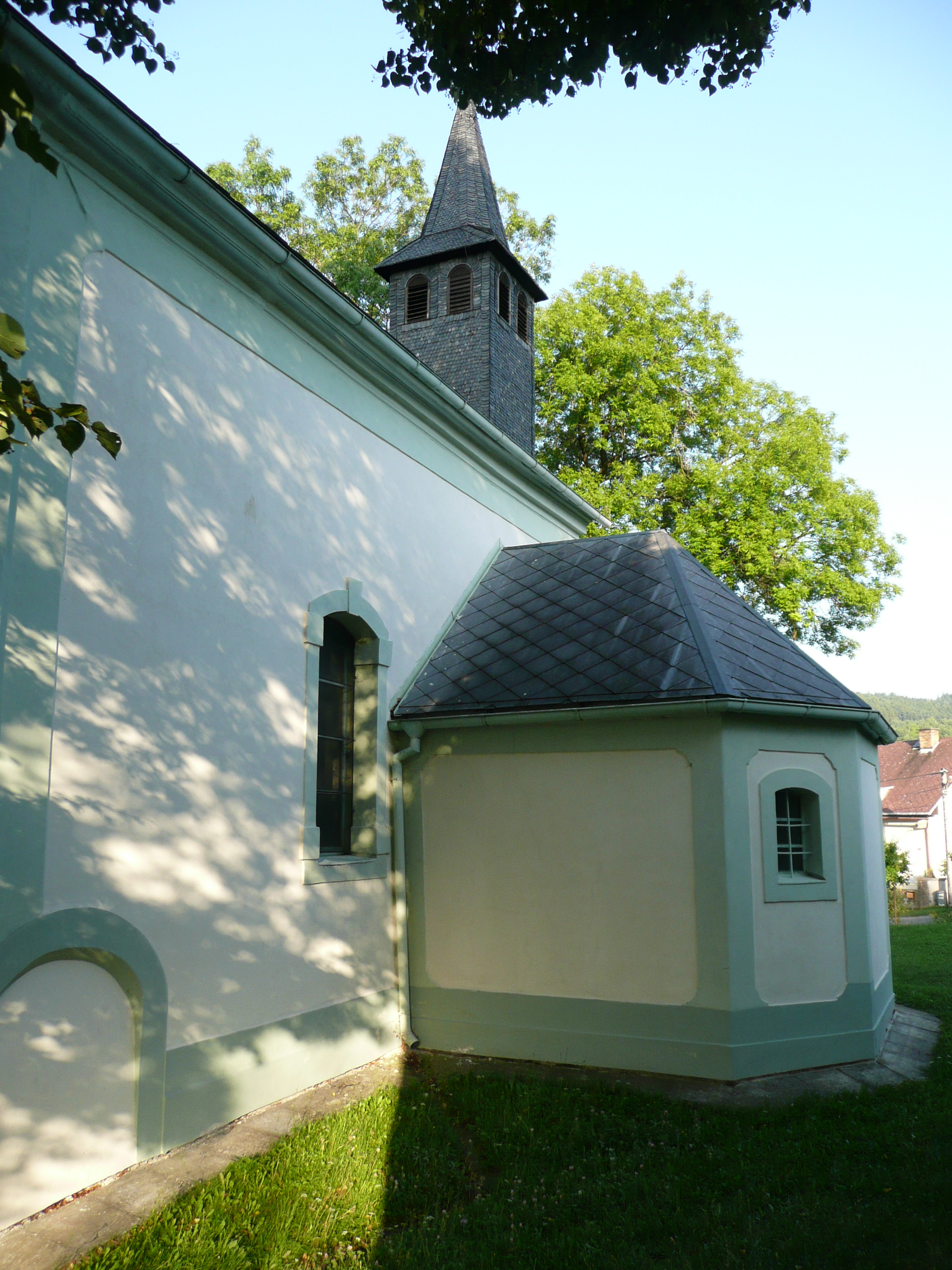
Detail kostela

V chrámu jsou na několika místech odkryty staré malby. V kostele jsou také varhany z dílny Vojtěcha Schreyea, datované přibližně do roku 1780. Střechu chrámu zdobí štíhlá věžička.
Do konce roku 2019 byl farním kostelem místní farnosti, po jejím zrušení je filiálním kostelem farnosti Mouřenec.

## Okolí
Židovský hřbitov v Dlouhé Vsi se nachází 300 metrů od kostela. Existoval patrně již v první čtvrtině 18. století. Nejstarší čitelný náhrobek pochází z roku 1742. Pohřbívalo se zde do 30. let 20. století. Údajně je zde pohřben 105letý Mathias Kraus, který byl J. K. Tylovi předlohou pro postavu žida Ezechiela ve hře Tvrdohlavá žena.